# Rita Koch
Rita Koch (geboren als Henriette Koch 16. Februar 1931 in Wien) ist eine österreichische Dolmetscherin und Übersetzerin.

## Leben
Henriette Koch war eine Tochter des Isak Koch und der Lea Koch. Ihren Eltern gelang nach dem Anschluss Österreichs 1939 die Flucht nach Italien, wo sie in Mailand von Geldüberweisungen eines Verwandten aus den USA lebten. Ihre Eltern hatten als Immigranten ein Arbeitsverbot, sie durfte als Jüdin auf Grund der Italienischen Rassengesetze nur eine separate jüdische Nachmittagsschule besuchen. Ihr Vater wurde 1940 in Alberobello in einem Internierungslager inhaftiert, die Familie kam dann im März 1941 im Verbannungsort in Celico zusammen. Nach der alliierten Eroberung Süditaliens 1943 zogen sie als Displaced Persons in das nunmehr befreite Internierungslager Ferramonti di Tarsia. 1944 emigrierte die Familie nach Palästina, und Koch besuchte das Herzl-Gymnasium in Tel-Aviv. 1950 kehrte sie nach Wien zurück und arbeitete als Chefsekretärin für Hebräisch bei der Jewish Agency. Koch studierte Publizistik, Geschichte, Judaistik, Anglistik und Romanistik und engagierte sich in der Vereinigung Jüdischer Hochschüler Österreichs, deren Generalsekretärin sie bis 1956 war.
Koch wurde 1957 promoviert und machte eine Dolmetscherprüfung. Sie arbeitete ab 1958 als Konferenzdolmetscherin für die österreichische Regierung und gründete 1963 ein privates akademisches Übersetzungsbüro.
Koch engagierte sich ab 1973 in der Israelitischen Kultusgemeinde Wien (IKG) und war Mitgründerin der Zeitschrift Renaissance. Als Journalistin schrieb sie Essays im Jüdischen Echo, in der Illustrierten Neuen Welt und im Wiener Journal. Daneben wirkte sie als künstlerische Beraterin und Unterrichtsassistentin der Operngesangslehrerin Giulietta Simionato.
Koch erhielt 2002 das Goldene Verdienstzeichen des Landes Wien.